# Bjursjöhöjden
Bjursjöhöjden este o arie protejată (arie specială de conservare — SAC, sit de importanță comunitară — SCI, arie de protecție specială avifaunistică — SPA) din Suedia întinsă pe o suprafață de 152,7 ha, integral pe uscat.

## Localizare
Centrul sitului Bjursjöhöjden este situat la coordonatele 59°22′55″N 12°32′53″E / 59.3819°N 12.5481°E.

## Înființare
Situl Bjursjöhöjden a fost declarat arie de protecție specială avifaunistică în decembrie 1996 pentru a proteja 2 specii de plante și 8 specii de animale. Alte tipuri de protecție:
- sit de importanță comunitară (în ianuarie 1997)
- arie specială de conservare (în martie 2011)[1][3][4]

## Biodiversitate
Situată în ecoregiunea boreală, aria protejată conține 4 habitate naturale: Mlaștini turboase de tranziție și turbării mișcătoare, Mlaștini împădurite, Lacuri și iazuri distrofice naturale, Taiga vestică.
La baza desemnării sitului se află mai multe specii protejate:
- plante (2): Buxbaumia viridis, Cynodontium suecicum
- păsări (8): minunița (Aegolius funereus), cocoșul de mesteacăn (Bonasa bonasia), ciocănitoare neagră (Dryocopus martius), ciuvică (Glaucidium passerinum), ciocănitoare de munte (Picoides tridactylus), ciocănitoare verzuie (Picus canus), cocoșul de mesteacăn (Tetrao tetrix tetrix),  cocoș de munte (Tetrao urogallus)